# Schmidt + Koch
Die Bremer Fahrzeughaus Schmidt + Koch Aktiengesellschaft mit Sitz in Bremen ist ein Automobilhandelsunternehmen, das an mehreren Standorten in Nordwestdeutschland Neu- und Gebrauchtwagen vertreibt.

## Geschichte und aktuelle Geschäftstätigkeit
Das Unternehmen Schmidt + Koch wurde 1926 von dem Bremer Kaufmann Waldemar Koch gegründet und 1972 in eine AG umgewandelt. Zuvor hatten J. Wilhelm Schmidt und Waldemar Koch gemeinsam das Bremer Fahrzeughaus Schmidt + Koch betrieben,  in dem sie Autos und Fahrräder verkauften sowie reparierten.
1934 wurde Koch alleiniger Inhaber und expandierte. Nach dem Zweiten Weltkrieg schloss er Großhändlerverträge zunächst mit Volkswagen, später auch mit Porsche und Audi ab. In den folgenden Jahren erweiterte sich das Unternehmen auf zwischenzeitlich 20 Standorte. Schmidt + Koch vertreibt Neu- und Gebrauchtfahrzeuge und bietet Dienstleistungen wie Wartung, Reparaturen, Finanzierung, Versicherung sowie Fuhrparkmanagement an.
Im Jahr 2000 verkaufte das Unternehmen knapp 17 000 Autos.
Vertrieben werden die Marken Volkswagen, Volkswagen Nutzfahrzeuge, Audi, Škoda, Seat, Cupra, Porsche, Opel und Ford.

## Standorte
Die Standorte (Stand: März 2025):
- Bremen (fünf Autohäuser in Utbremen, Hemelingen, Neustadt und Aumund)
- Osterholz-Scharmbeck
- Delmenhorst
- Oldenburg (zwei Filialen)
- Bremerhaven (zwei Filialen)
- Achim-Uesen
- Rotenburg
- Wilhelmshaven (zwei Filialen)
- Jever

## Soziales und gemeinnütziges Engagement
Mit dem Erlös aus selbst organisierten Veranstaltungen unterstützt Schmidt + Koch soziale und gemeinnützige Projekte wie die Lebenshilfe, mit dem „Schmidt + Koch-Cup“ sponsert das Unternehmen ein regionales Fußballturnier.

## Kritik
2006 erhob die IG Metall Vorwürfe, Schmidt + Koch verlange von seinen Mitarbeitern unter Druck unbezahlte Mehrarbeit und Verzicht auf Urlaub.